# Landtagswahlkreis Cottbus II
Der Wahlkreis Cottbus II (Wahlkreis 44) ist ein Landtagswahlkreis in Brandenburg. Er umfasst mindestens seit der Landtagswahl 2009 den südwestlichen Teil der kreisfreien Stadt Cottbus mit den Stadtteilen Gallinchen, Groß Gaglow, Kahren, Kiekebusch, Madlow, Sachsendorf, Spremberger Vorstadt und Ströbitz.

## Übersicht
Gewählter Direktkandidat
- 2004: Frank Szymanski (SPD)
- 2009: Jürgen Maresch (Die Linke)
- 2014: Kerstin Kircheis (SPD)
- 2019: Lars Schieske (AfD)
- 2024: Lars Katzmarek (SPD)

## Landtagswahl 2004
Die Landtagswahl 2004 hatte bei einer Wahlbeteiligung von 52,7 % folgendes Ergebnis:
| Direktkandidat    | Partei          | Erststimmen in % | Zweitstimmen in % |
| ----------------- | --------------- | ---------------- | ----------------- |
| Frank Szymanski   | SPD             | 33,8             | 34,4              |
| Steffen Komann    | CDU             | 16,7             | 15,4              |
| Andreas Trunschke | PDS             | 32,7             | 29,9              |
| –                 | DVU             | –                | 05,1              |
| Christian Hahn    | GRÜNE           | 03,1             | 03,2              |
| Maria Kuhlmann    | FDP             | 03,4             | 03,0              |
| Monika Vandreier  | AfW             | 02,1             | 00,8              |
| Sven Pautz        | AUB-Brandenburg | 08,1             | 03,8              |
| –                 | DKP             | –                | 00,3              |
| –                 | GRAUE           | –                | 00,7              |
| –                 | FAMILIE         | –                | 02,1              |
| –                 | 50 Plus         | –                | 00,7              |
| –                 | JA              | –                | 00,2              |
| –                 | Offensive D     | –                | 00,2              |
| –                 | BRB             | –                | 00,2              |

## Landtagswahl 2009
Bei der Landtagswahl 2009 wurde Jürgen Maresch im Wahlkreis direkt gewählt. Es waren 42.324 Einwohner wahlberechtigt, die Wahlbeteiligung lag bei 63,5 %. Die weiteren Wahlkreisergebnisse:
| Direktkandidat   | Partei              | Erststimmen in % | Zweitstimmen in % |
| ---------------- | ------------------- | ---------------- | ----------------- |
| Kerstin Kircheis | SPD                 | 31,5             | 34,1              |
| Jürgen Maresch   | Die Linke           | 32,2             | 30,0              |
| Dietmar Schulz   | CDU                 | 19,6             | 17,7              |
| -                | DVU                 | -                | 00,7              |
| Sven Koalick     | GRÜNE               | 05,2             | 05,0              |
| Alfred Pracht    | FDP                 | 05,8             | 06,6              |
| -                | 50 Plus             | -                | 00,5              |
| -                | DKP                 | -                | 00,2              |
| -                | REP                 | -                | 00,2              |
| -                | Die-Volksinitiative | -                | 00,2              |
| Falk Haffner     | NPD                 | 02,7             | 02,5              |
| -                | RRP                 | -                | 00,4              |
| Frank Pilzecker  | Freie Wähler        | 02,9             | 02,1              |

## Landtagswahl 2014
Bei der Landtagswahl 2014 waren 41.087 Einwohner wahlberechtigt. Die Wahlbeteiligung betrug 49,4 %. Im Wahlkreis wurde Kerstin Kircheis direkt gewählt. Die weiteren Wahlkreisergebnisse:
| Direktkandidat   | Partei    | Erststimmen in % | Zweitstimmen in % |
| ---------------- | --------- | ---------------- | ----------------- |
| Kerstin Kircheis | SPD       | 033,6            | 033,0             |
| Matthias Loehr   | Die Linke | 018,6            | 017,1             |
| André Roßeck     | CDU       | 027,0            | 028,3             |
| Christoph Goltz  | GRÜNE     | 04,8             | 04,3              |
| Felix Sicker     | FDP       | 01,3             | 01,0              |
|                  | NPD       |                  | 01,9              |
| Heiko Selka      | BVB/FW    | 03,4             | 01,6              |
|                  | REP       |                  | 00,2              |
|                  | DKP       |                  | 00,3              |
| Daniel Münschke  | AfD       | 011,4            | 010,7             |
|                  | PIRATEN   |                  | 01,7              |

## Landtagswahl 2019
Bei der Landtagswahl 2019 waren 38.635 Einwohner wahlberechtigt. Im Wahlkreis wurde Lars Schieske direkt gewählt. Die Wahl hatte bei einer Wahlbeteiligung von 61,1 % folgendes Ergebnis:
| Direktkandidat   | Partei           | Erststimmen in % | Zweitstimmen in % |
| ---------------- | ---------------- | ---------------- | ----------------- |
| Kerstin Kircheis | SPD              | 24,2             | 25,5              |
| Wolfgang Bialas  | CDU              | 19,5             | 15,1              |
| Stefan Ludwig    | Die Linke        | 10,6             | 10,9              |
| Lars Schieske    | AfD              | 27,3             | 26,8              |
| Barbara Domke    | GRÜNE            | 7,8              | 7,9               |
| Peter Pollak     | BVB/FW           | 5,8              | 4,0               |
| –                | PIRATEN          | –                | 0,8               |
| Felix Sicker     | FDP              | 4,7              | 5,6               |
| –                | ÖDP              | –                | 0,6               |
| –                | Tierschutzpartei | –                | 2,6               |
| –                | V-Partei³        | –                | 0,3               |

## Landtagswahl 2024
Bei der Landtagswahl 2024 gab es folgende Wahlergebnisse:. Das Direktmandat gewann Lars Katzmarek von der SPD.
| Direktkandidat        | Partei                    | Erststimmen in % | Zweitstimmen in % |
| --------------------- | ------------------------- | ---------------- | ----------------- |
| Lars Katzmarek        | SPD                       | 38,0             | 33,5              |
| Lars Schieske         | AfD                       | 36,2             | 31,2              |
| Adeline Abimnwi Awemo | CDU                       | 12,1             | 8,9               |
| Heiner Bachmann       | GRÜNE                     | 1,2              | 2,6               |
| Yasmin Kirsten        | Die Linke                 | 5,7              | 3,0               |
| Heiko Selka           | BVB/FW                    | 5,6              | 1,7               |
| Justus Gutsche        | FDP                       | 1,3              | 0,7               |
| –                     | Tierschutzpartei          | –                | 2,0               |
| –                     | Plus (Piraten, ÖDP, Volt) | –                | 0,9               |
| –                     | BSW                       | –                | 14,5              |
| –                     | III. Weg                  | –                | 0,1               |
| –                     | DKP                       | –                | 0,1               |
| –                     | DLW                       | –                | 0,3               |
| –                     | WU                        | –                | 0,4               |